# ジブラルタル包囲戦 (1436年)
第七次ジブラルタル包囲戦は、1436年にカスティーリャ貴族のエンリケ・ペレス・デ・グズマンがムーア人からジブラルタル要塞を奪取しようとした戦いである。エンリケは戦闘中に溺死した。

## 背景
カスティーリャ王国が1309年から1333年までジブラルタルを支配していたものの、第三次包囲戦が成功してグラナダ王国の支配下に戻った。
1411年、ジブラルタルは短期間ながらマリーン朝に占領された。ナスル朝のユースフ3世はマリーン朝の行動の知らせに素早く反応し、軍を編成して短期間の第六次包囲戦を起こし、ジブラルタルの支配権を奪取し、この失敗によりマリーン朝君主が退位した。
ムーア人はジブラルタルを安全な基地として使い、エンリケ・ペレス・デ・グズマンが所有していた広大な土地を含む周囲の国に急襲した。彼らは貴重なマグロ漁業を廃業させた。

## 準備
エンリケ・ペレス・デ・グズマンは襲撃を止め、また家の始祖のアロンソ・ペレス・デ・グスマンが1309年に初めて占領したジブラルタルを奪還して名声を上げたいと思い、1436年、船、食料、戦士とともにコルドバ、エシハ、ヘレス・デ・ラ・フロンテーラの騎士の強力な軍を編成し、息子のフアン・デ・グスマンは騎兵2,000騎、多数の歩兵からなる陸軍の指揮を任された。二方向の攻撃が計画され、陸軍は北から侵攻して城と高さを取り、海軍はジブラルタルの岩の西の下にある赤砂に上陸して街を占領することになっていた。

## 包囲戦
ムーア人は攻撃が計画されていると警告され、迎え撃つために準備した。グラナダ王国とマリーン朝から物資と援軍を受け取り、赤砂エリアの要塞が大幅に強化された。伯爵はムーア人の準備状況を知らず、自ら海軍に赤砂エリアを攻撃するように指示し、ムーア人は海軍の上陸を妨害することはなく、上陸後に船は艦隊に戻った。しかし、上陸した襲撃者は、自らがいる海岸が海と高い石の壁の間にあることに気づいた。潮が満ちて来て、海岸が狭くなり、ムーア人が岩と矢を頭上から降らせてきた。
船で大砲を監督していたデ・グズマンは、陸上で起こっていた虐殺について警告され、援軍に向かおうとしていた船に同乗した。しかし、船は人間でいっぱいであり、さらに乗ろうとすると転覆、沈没してしまい、デ・グズマンと騎士40人が溺死した。フアン・デ・グスマンは、北から城を攻略することはできないと悟り、大惨事を聞き付けると、軍を連れて父親を助けるために準備していた。それでも、軍の士気がなくなり、実際に取るべき行動がなかったので、フアン・デ・グスマンは、包囲戦を放棄した。

## 余波
ムーア人がエンリケ・ペレス・デ・グズマンの遺体を見つけ、籠に入れ、城のタレットに吊るした。1445年、カスティーリャ王フアン2世はフアン・デ・グスマンをメディナ＝シドニア公に叙し、公は最終的に1462年の第八次包囲戦でジブラルタルを占領した。早くからキリスト教国が遺体の返還を申し入れていたにもかかわらず、その時になってようやく、エンリケの遺体を取り戻し、城のカラオラのチャペルに埋葬された。ジブラルタルの門の一つがニエブラが晒されたbarcina（藤の籠）にちなんで名付けられた。